# SMCN 2016-10a
SMCN 2016-10a — новая звезда, вспыхнувшая в галактике Малое Магелланово Облако 14 октября 2016 года, относящаяся к типу белых карликов. Яркость звезды увеличилась в 25 раз и максимум блеска (абсолютная звёздная величина) её составил Mv, max= −10,5 ± 0.5 звёздных величин, что возможно является самой яркой новой в Малом Магеллановом облаке и одной из самых ярких за всю историю наблюдений. Звезда имела массу порядка 1,2-1,3 M⊙. Детально изучена с помощью различных инструментов, включая как наземные телескопы, так и орбитальную обсерваторию Свифт — в широком спектре излучений.